# Jon Toral
Pour les articles homonymes, voir Toral.
Jon-Miquel Toral Harper est un footballeur espagnol né le 5 février 1995 à Reus.

## Carrière de joueur
Il rejoint le club londonien d'Arsenal en 2011, en provenance de La Masia, le centre de formation du FC Barcelone. 
Le 15 août 2014, il est prêté pour une saison au club anglais de Brentford, équipe évoluant en deuxième division.
Le 25 août 2020, il rejoint Birmingham City.
Il signe à l'ofi crête, club basé à heraklion le 16 juillet 2021, il y arrive libre et signe un contrat jusqu'au 30 juin 2024.

## Statistiques
| Saison                | Club                      | Championnat           | Championnat | Championnat | Coupe nationale | Coupe nationale | Coupe de la Ligue | Coupe de la Ligue | Total | Total |
| Saison                | Club                      | Division              | M.          | B.          | M.              | B.              | M.                | B.                | M.    | B.    |
| 2014-2015             | Brentford FC (prêt)       | Championship          | 34          | 6           | 1               | 0               | 2                 | 0                 | 37    | 6     |
| 2015-2016             | Birmingham City FC (prêt) | Championship          | 12          | 3           | 1               | 0               | 0                 | 0                 | 13    | 3     |
| Total sur la carrière | Total sur la carrière     | Total sur la carrière | 46          | 9           | 2               | 0               | 2                 | 0                 | 50    | 9     |